# Mennesker i København
|  | Denne artikel er oprettet af botten PalnaBot ud fra en ekstern database. Den kan derfor have sproglige fejl eller mangler. Denne skabelon kan fjernes efter kontrol af indholdet. |

Mennesker i København er en film instrueret af Nicolai Lichtenberg efter manuskript af Finn Løkkegård.

## Handling
De sociale forhold i København under Den første Verdenskrig - især vinteren 1917-18, da der var knaphed på varer i byen på grund af den tyske, uindskrænkede ubådskrig.